# Bumiraj
Bumiraj (nep. भूमिराज) – gaun wikas samiti w zachodniej części Nepalu w strefie Mahakali w dystrykcie Baitadi. Według nepalskiego spisu powszechnego z 2011 roku liczył on 765 gospodarstw domowych i 4614 mieszkańców (2413 kobiet i 2201 mężczyzn).